# Santa María Teopoxco
Santa María Teopoxco là một đô thị thuộc bang Oaxaca, México. Năm 2005, dân số của đô thị này là 4436 người.